# Loiri Poltu Santu Paulu
Loiri e Poltu Santu Paulu (en italià Loiri Porto San Paolo) és un municipi sard, dins de la província de Sàsser. L'any 2007 tenia 2.508 habitants. Es troba a la regió de Gal·lura. Limita amb els municipis d'Olbia, Monti, Padru i San Teodoro

## Administració
| Període | Identitat                | Partit        |
| ------- | ------------------------ | ------------- |
| 2005-   | Giovanni Antonio Inzaina | Llista cívica |